# Leptospermum spectabile
Leptospermum spectabile är en myrtenväxtart som beskrevs av Joy Thomps.. Leptospermum spectabile ingår i släktet Leptospermum och familjen myrtenväxter. Inga underarter finns listade i Catalogue of Life.